# Farmaca
Farmaca zijn in de ruimste zin van het woord meestal 'exogene', dus van buiten komende of lichaamsvreemde stoffen, die in het lichaam van een mens of dier een interactie daarmee aangaan. De wetenschap die de werking van farmaca in het lichaam bestudeert is de farmacologie. Het enkelvoud van farmaca is farmacon en dat komt van het Griekse φάρμακον, pharmakon, dat drug of vergif betekent. In het medisch-farmaceutisch taalgebruik is een farmacon het werkzame bestanddeel van een geneesmiddel. De fractie van het farmacon die uit een toedieningsvorm vrijkomt wordt de farmaceutische beschikbaarheid genoemd. Het deel dat daar van in de bloedbaan terechtkomt, noemt men de biologische beschikbaarheid. Drugs behoren tot de farmaca. Een farmacon kan giftig zijn: dat is het aandachtsgebied van de toxicologie. De schade die door een giftige stof teweeg wordt gebracht hangt van de betreffende stof af, de dosis die iemand per keer binnen krijgt en de duur en frequentie van de blootstelling aan de giftige stof. 